# ブーデンハイム
ブーデンハイム (独: Budenheim) はドイツ連邦共和国 ラインラント＝プファルツ州マインツ＝ビンゲン郡にある町村。他の周囲の町村と異なり連合自治体に属していない。

## 姉妹都市
- オーボンヌ（フランス）
- イーゾラ・デッラ・スカーラ（イタリア）
- ヴィースモーア（ドイツ語版）（ニーダーザクセン州）